# Théorème de Kato-Rellich
Le théorème de Kato-Rellich est un théorème mathématique en analyse fonctionnelle. Il est nommé d'après le mathématicien japonais Tosio Kato et le mathématicien allemand Franz Rellich.

## Notation et terminologie
Soit {\displaystyle H} un espace de Hilbert complexe avec produit scalaire noté {\displaystyle \langle \cdot ,\cdot \rangle } et norme associée {\displaystyle \Vert \cdot \Vert :={\sqrt {\langle \cdot ,\cdot \rangle }}} . On utilise la terminologie suivante :
- Un opérateur linéaire dense est une application linéaire {\displaystyle A\colon {\mathcal {D}}(A)\to H} où  {\displaystyle {\mathcal {D}}(A)\subset H} est un sous-espace linéaire dense de  {\displaystyle H}. Ces opérateurs peuvent être bornés ou non.
- Un opérateur linéaire dense {\displaystyle A\colon {\mathcal {D}}(A)\to H}  est symétrique si  {\displaystyle \langle Ax,y\rangle =\langle x,Ay\rangle } pour tout {\displaystyle x,\,y\in {\mathcal {D}}(A)}.
- L'opérateur adjoint d'un opérateur linéaire dense  {\displaystyle A\colon {\mathcal {D}}(A)\to H} est défini comme suit. On définit l'espace  {\displaystyle {\mathcal {D}}(A^{\ast })\subset H} comme l'ensemble des éléments  {\displaystyle x\in {\mathcal {D}}(A)}, pour lesquels la fonctionnelle linéaire  {\displaystyle L_{x}:{\mathcal {D}}(A)\to H}, donnée par {\displaystyle L_{x}(y):=\langle x,Ay\rangle } pour {\displaystyle y\in {\mathcal {D}}(A)} est une fonction continue. Comme le domaine de définition {\displaystyle {\mathcal {D}}(A)} est dense, cette fonctionnelle se prolonge à {\displaystyle H}. Il en résulte, par le théorèmme de Fréchet-Riesz qu'il existe un élément unique {\displaystyle z\in H} avec {\displaystyle L_{x}(y)=\langle z,y\rangle }. On pose {\displaystyle A^{\ast }x:=z} et on obtient insi un opérateur {\displaystyle A^{\ast }:{\mathcal {D}}(A^{\ast })\to H} avec la propriété  {\displaystyle \langle A^{\ast }x,y\rangle =\langle x,Ay\rangle } pour tout {\displaystyle x\in {\mathcal {D}}(A^{\ast })} et pour tout {\displaystyle y\in {\mathcal {D}}(A)}.
- Un opérateur linéaire dense {\displaystyle A:{\mathcal {D}}(A)\to H} est auto-adjoint  si   et {\displaystyle A} est symétrique et {\displaystyle {\mathcal {D}}(A^{\ast })={\mathcal {D}}(A)}.

## Formulation du théorème
Le théorème utilise la notion d'opérateur relativement borné qui est défini comme suit :
Soient {\displaystyle A:{\mathcal {D}}(A)\to H} et {\displaystyle B:{\mathcal {D}}(B)\to H} deux opérateurs linéaires denses. On dit que {\displaystyle B} est relativement limité par rapport à {\displaystyle A} ou plus simplement que {\displaystyle B} est {\displaystyle A}-limité si {\displaystyle {\mathcal {D}}(A)\subset {\mathcal {D}}(B)} et s'il existe  deux nombres réels positifs {\displaystyle a} et {\displaystyle b} tels  que l’ inégalité suivante est satisfaite pour tous {\displaystyle x\in {\mathcal {D}}(A)}  :
{\displaystyle \Vert Bx\Vert \leq a\Vert Ax\Vert +b\Vert x\Vert }
Le plus petit  {\displaystyle a}, pour lequel un nombre {\displaystyle b} existe qui satisfait l’inégalité ci-dessus s’applique pour tout {\displaystyle x\in {\mathcal {D}}(A)}, est appelée la limite relative de {\displaystyle B} par rapport à  {\displaystyle A} .
Théorème de Kato-Rellich — Soient {\displaystyle A:{\mathcal {D}}(A)\to H} un opérateur auto-adjoint et {\displaystyle B:{\mathcal {D}}(B)\to H} un opérateur symétrique. Si l'opérateur {\displaystyle B} relativement limité par rapport à {\displaystyle A} avec une limite relative  {\displaystyle <1}, alors l'opérateur  {\displaystyle A+B:{\mathcal {D}}(A)\to H}est  auto-adjoint.

## Preuve du théorème
L'opérateur {\displaystyle A+B:{\mathcal {D}}(A)\to H} est évidemment bien défini parce que {\displaystyle {\mathcal {D}}(A)\subset {\mathcal {D}}(B)}. De plus, il est symétrique par hypothèse. Or un opérateur symétrique {\displaystyle T:{\mathcal {D}}(T)\to H} est auto-adjoint si et seulement s'il existe un {\displaystyle \mu >0}  pour lequel {\displaystyle \mathrm {Im} (T\pm i\mu )=H}, où {\displaystyle \mathrm {Im} (T)} désigne l'image de {\displaystyle T}.  Il suffit donc de montrer qu'il existe un {\displaystyle \mu >0} pour lequel on a {\displaystyle \mathrm {Im} (A+B\pm i\mu )=H}.
Soit {\displaystyle \mu \in \mathbb {R} }. L'idée de la  preuve du théorème de Kato-Rellich est d'exprimer l'opérateur {\displaystyle A+B+i\mu } sous la forme
{\displaystyle A+B+i\mu =(1+B(A+i\mu )^{-1})(A+i\mu )} .
Ceci est possible en raison de l'hypothèse que {\displaystyle A\colon {\mathcal {D}}(A)\to H} est auto-adjoint et donc que {\displaystyle (A+i\mu )^{-1}} existe. Comme de plus {\displaystyle \mathrm {Im} (A+i\mu )=H}, il suffit de montrer que {\displaystyle (1+B(A+i\mu )^{-1})} possède un opérateur inverse borné.
Par hypothèse, on a, pour tout {\displaystyle x\in H}, l'inégalité
{\displaystyle \Vert B(A+i\mu )^{-1}x\Vert \leq a\Vert A(A+i\mu )^{-1}x\Vert +b\Vert (A+i\mu )^{-1}x\Vert } .
De plus, pour tout {\displaystyle y\in {\mathcal {D}}(A)}, on a l'égalité {\displaystyle \Vert (A+i\mu )y\Vert ^{2}=\Vert Ay\Vert ^{2}+\mu ^{2}\Vert y\Vert ^{2}} et donc, pour {\displaystyle y=(A+i\mu )^{-1}x},
{\displaystyle \Vert A(A+i\mu )^{-1}x\Vert \leq \Vert x\Vert }  et  {\displaystyle \Vert (A+i\mu )^{-1}x\Vert \leq {\frac {1}{\vert \mu \vert }}\Vert x\Vert } .
En combinant ces inégalités, on a pour tout {\displaystyle x\in H} l'inégalité
{\displaystyle \Vert B(A+i\mu )^{-1}x\Vert \leq {\bigg (}a+{\frac {b}{\vert \mu \vert }}{\bigg )}\Vert x\Vert } .
Comme {\displaystyle a<1}, on peut choisir, {\displaystyle \mu }  suffisamment grand pour que {\displaystyle {\bigg (}a+{\frac {b}{\vert \mu \vert }}{\bigg )}<1}, ce qui donne l'inégalité
{\displaystyle \Vert B(A+i\mu )^{-1}x\Vert <1}
pour tout {\displaystyle x\in H}. Il s'ensuit que {\displaystyle (1+B(A+i\mu )^{-1})} est inversible avec un opérateur inverse borné. Ceci prouve que {\displaystyle \mathrm {Im} (A+B+i\mu )=H}.

## Applications
Le théorème de Kato-Rellich est utilisé, par exemple, en mécanique quantique :
Soient {\displaystyle V=V_{1}+V_{2}} avec {\displaystyle V_{1}\in L^{2}(\mathbb {R} ^{3})} et {\displaystyle V_{2}\in L^{\infty }(\mathbb {R} ^{3})} . Alors on peut montrer, en utilisant le théorème de Kato-Rellich,  que l'opérateur hamiltonien {\displaystyle H:=-\Delta +V} est auto-adjoint, {\displaystyle V} étant relativement limité par rapport à l'opérateur laplacien {\displaystyle \Delta }  si l'on prend  comme domaine de définition de {\displaystyle H^{2}(\mathbb {R} ^{3})} l'espace de Sobolev.